# Camargo kommun, Brasilien
Camargo är en kommun i Brasilien.   Den ligger i delstaten Rio Grande do Sul, i den södra delen av landet, 1 500 km söder om huvudstaden Brasília. Antalet invånare är 2 591.
Omgivningarna runt Camargo är en mosaik av jordbruksmark och naturlig växtlighet. Runt Camargo är det glesbefolkat, med 20 invånare per kvadratkilometer.